# Сотад
Сотад (дав.-гр. Σωτάδης; близько 320 до н. е. — після 280 до н. е.) — давньогрецький поет часів еллінізму.

## Життя та творчість
Народився у м. Маронея (Фракія). Про молоді роки немає відомостей. Вже досвідченим поетом перебрався до Александрії Єгипетської. Деякий час тут мешкав при дворі царя Птолемея II. Про за образливі вірші за наказом царя наварх Патрокл зашив Сотада у лантух й кинув у море.
З його творчіості мало збереглося віршів. Вони відрізнялися описом сучасного поетові життя. Постраждав за висміювання шлюбу царя Птолемея із своєю сестрою Арсиноєю. Вірші Сотада також відрізняло можливість читати їх взад й вперед. Деякий час вони навіть називалися сотадовим метром. Інша назва паліндром. Вірші також у багато чому були брутальні, значна їхня частина присвячувалася гомосексуальному коханню.